# 猪子真実
猪子 真実（いのこ まみ、1980年4月4日 - ）は、愛知県一宮市出身の元女子競輪選手。現役時代は日本競輪選手会愛知支部所属、ホームバンクは名古屋競輪場。日本競輪学校（当時。以下、競輪学校）第104期生。師匠は笠松信幸（84期）。

## 来歴
小学校2年からソフトテニスで活動し、愛知淑徳高等学校3年時には、高校総体（インターハイ）の団体戦3位に貢献した。しかし、ソフトテニスの活動は高校で「燃え尽きた」として、ソフトテニスそのものを「卒業」した。高校卒業後は、一宮競輪場でアルバイトを行っていた。ひいてはこのことが、後にガールズケイリンの選手を目指すことに繋がっていく。
その後は一宮の会社に就職。その傍ら、マラソンに取り組んだり、ネイルアーティストの検定資格を得るなどしたが、知人から、女子競輪が復活するという話を聞いた。もっとも、年齢は既に30を過ぎていたことから一時は躊躇ったが、先輩期にあたる競輪学校102期生の受験動向を踏まえ、自分よりもはるかに年齢が上の合格者が誕生したこともあり、同校104回を受験することを決意。
2011年12月16日、競輪学校第104回（女子第2回、技能）試験に合格。
2013年3月29日、競輪学校を卒業。在校競走成績は第14位（2勝）。同年5月10日、京王閣競輪場でデビューし7着。同年6月2日、和歌山競輪場で初勝利を挙げた。
2024年5月22日、青森FII（ミッドナイト）3日目第1レースにおいて1着となり、2021年12月9日の向日町FII第4レース以来となる通算21勝目を挙げた。なお、このレースは自身現役最後の勝利となっただけでなく、3連単⑦⑤④が144万5400円の高配当となり、ガールズケイリンにおける3連単払戻金最高額記録を更新した（それまでは2015年7月12日の高知FII第2レースで記録した142万6550円）。全210通り中の208番人気であった。
晩年は競走成績不振により代謝制度の対象となり、競走参加は2024年上期限りとなった。2024年6月27日、豊橋FI最終日第5レース（ガ一般）5着でラストレース。本人によると、現役時代で最も印象に残ったレースは、2014年8月14日の京王閣FI（ナイター）初日第7レース（ガ予１）で1着となったことであった。
2024年7月12日、選手登録消除。通算成績は、912戦21勝。